# Adama Traoré (calciatore 5 giugno 1995)
Adama Traoré (Bamako, 5 giugno 1995) è un calciatore maliano, attaccante del Gençlerbirliği e della nazionale maliana.

## Carriera

### Club
Il 20 agosto 2018 il Metz annuncia l'acquisto di Traoré dal Mazembe.
Il 31 gennaio 2019, dopo solo 6 mesi di permanenza al Metz, Traoré è ceduto in prestito all'Orléans. A fine stagione ritorna al Metz, neopromosso in Ligue 1.

### Nazionale
Ha giocato nelle nazionali giovanili maliane Under-20 ed Under-23.
Nel 2019 prende parte alla Coppa d'Africa con il Mali, andando a segno nel match contro la Mauritania.

## Statistiche

### Presenze e reti nei club
Statistiche aggiornate al 15 agosto 2025.
| Stagione           | Squadra            | Campionato         | Campionato | Campionato | Coppe nazionali | Coppe nazionali | Coppe nazionali | Coppe continentali | Coppe continentali | Coppe continentali | Altre coppe | Altre coppe | Altre coppe | Totale | Totale |
| Stagione           | Squadra            | Comp               | Pres       | Reti       | Comp            | Pres            | Reti            | Comp               | Pres               | Reti               | Comp        | Pres        | Reti        | Pres   | Reti   |
| ------------------ | ------------------ | ------------------ | ---------- | ---------- | --------------- | --------------- | --------------- | ------------------ | ------------------ | ------------------ | ----------- | ----------- | ----------- | ------ | ------ |
| 2018- gen. 2019    | Metz               | L2                 | 2          | 0          | CF+CdL          | 0+2             | 0+0             | -                  | -                  | -                  | -           | -           | -           | 4      | 0      |
| gen.-giu. 2019     | Orléans            | L2                 | 6          | 0          | CF+CdL          | 0+0             | 0+0             | -                  | -                  | -                  | -           | -           | -           | 6      | 0      |
| 2019- gen. 2020    | Metz               | L1                 | -          | -          | CF+CdL          | -               | -               | -                  | -                  | -                  | -           | -           | -           | -      | -      |
| gen.-giu. 2020     | Al-Adalh           | LSP                | 16         | 1          | KCC             | 0               | 0               | -                  | -                  | -                  | -           | -           | -           | 16     | 1      |
| 2020- gen. 2021    | Metz               | L1                 | -          | -          | CF              | -               | -               | -                  | -                  | -                  | -           | -           | -           | -      | -      |
| Totale Metz        | Totale Metz        | Totale Metz        | 2          | 0          |                 | 2               | 0               |                    | -                  | -                  |             | -           | -           | 4      | 0      |
| feb.-giu.2021      | Sheriff Tiraspol   | DN                 | 15         | 9          | CM              | 2               | 1               | -                  | -                  | -                  | -           | -           | -           | 17     | 10     |
| 2021-2022          | Sheriff Tiraspol   | DN                 | 23         | 8          | CM              | 2               | 0               | UCL                | 14+2               | 6+1                | SM          | 1           | 0           | 42     | 15     |
| Totale Sheriff     | Totale Sheriff     | Totale Sheriff     | 38         | 17         |                 | 4               | 1               |                    | 16                 | 7                  |             | 1           | 0           | 59     | 25     |
| 2022-2023          | Ferencváros        | NBI                | 30         | 11         | MK              | 1               | 0               | UCL+UEL            | 6+9                | 4+3                | -           | -           | -           | 46     | 18     |
| 2023-2024          | Ferencváros        | NBI                | 13         | 7          | MK              | 4               | 1               | UCL+UECL           | 2+8                | 0+6                | -           | -           | -           | 27     | 14     |
| 2024-2025          | Ferencváros        | NBI                | 26         | 3          | MK              | 3               | 0               | UCL+UEL            | 4+12               | 3+2                | -           | -           | -           | 45     | 8      |
| Totale Ferencváros | Totale Ferencváros | Totale Ferencváros | 69         | 21         |                 | 8               | 1               |                    | 12+29              | 7+11               |             | -           | -           | 118    | 40     |
| 2025-2026          | Gençlerbirliği     | SL                 | -          | -          | CT              | -               | -               | -                  | -                  | -                  | -           | -           | -           | -      | -      |
| Totale carriera    | Totale carriera    | Totale carriera    | 131        | 39         |                 | 14              | 2               |                    | 57                 | 25                 |             | 1           | 0           | 203    | 66     |

### Cronologia presenze e reti in nazionale
| Cronologia completa delle presenze e delle reti in nazionale ― Mali | Cronologia completa delle presenze e delle reti in nazionale ― Mali | Cronologia completa delle presenze e delle reti in nazionale ― Mali | Cronologia completa delle presenze e delle reti in nazionale ― Mali | Cronologia completa delle presenze e delle reti in nazionale ― Mali | Cronologia completa delle presenze e delle reti in nazionale ― Mali | Cronologia completa delle presenze e delle reti in nazionale ― Mali | Cronologia completa delle presenze e delle reti in nazionale ― Mali |
| Data                                                                | Città                                                               | In casa                                                             | Risultato                                                           | Ospiti                                                              | Competizione                                                        | Reti                                                                | Note                                                                |
| ------------------------------------------------------------------- | ------------------------------------------------------------------- | ------------------------------------------------------------------- | ------------------------------------------------------------------- | ------------------------------------------------------------------- | ------------------------------------------------------------------- | ------------------------------------------------------------------- | ------------------------------------------------------------------- |
| 6-7-2013                                                            | Bamako                                                              | Mali                                                                | 3 – 1                                                               | Guinea                                                              | Qual. CHAN 2014                                                     | -                                                                   |                                                                     |
| 28-7-2013                                                           | Conakry                                                             | Guinea                                                              | 1 – 0                                                               | Mali                                                                | Qual. CHAN 2014                                                     | -                                                                   |                                                                     |
| 27-8-2013                                                           | Aïn Draham                                                          | Libia                                                               | 1 – 0                                                               | Mali                                                                | Amichevole                                                          | -                                                                   |                                                                     |
| 11-1-2014                                                           | Città del Capo                                                      | Mali                                                                | 1 – 0                                                               | Nigeria                                                             | CHAN 2014 - 1º turno                                                | 1                                                                   |                                                                     |
| 15-1-2014                                                           | Città del Capo                                                      | Sudafrica                                                           | 1 – 0                                                               | Mali                                                                | CHAN 2014 - 1º turno                                                | -                                                                   | 23’                                                                 |
| 19-1-2014                                                           | Città del Capo                                                      | Mozambico                                                           | 1 – 2                                                               | Mali                                                                | CHAN 2014 - 1º turno                                                | -                                                                   | 72’                                                                 |
| 25-1-2014                                                           | Città del Capo                                                      | Mali                                                                | 1 – 2                                                               | Zimbabwe                                                            | CHAN 2014 - Quarti di finale                                        | -                                                                   | 61’                                                                 |
| 25-3-2015                                                           | Beauvais                                                            | Gabon                                                               | 4 – 3                                                               | Mali                                                                | Amichevole                                                          | -                                                                   | 81’                                                                 |
| 31-3-2015                                                           | Parigi                                                              | Ghana                                                               | 1 – 1                                                               | Mali                                                                | Amichevole                                                          | -                                                                   | 46’                                                                 |
| 5-9-2017                                                            | Bamako                                                              | Mali                                                                | 0 – 0                                                               | Marocco                                                             | Qual. Mondiali 2018                                                 | -                                                                   | 68’                                                                 |
| 6-10-2017                                                           | Bamako                                                              | Mali                                                                | 0 – 0                                                               | Costa d'Avorio                                                      | Qual. Mondiali 2018                                                 | -                                                                   | 40’                                                                 |
| 11-11-2017                                                          | Franceville                                                         | Gabon                                                               | 0 – 0                                                               | Mali                                                                | Qual. Mondiali 2018                                                 | -                                                                   | 71’                                                                 |
| 23-3-2018                                                           | Liegi                                                               | Giappone                                                            | 1 – 1                                                               | Mali                                                                | Amichevole                                                          | -                                                                   | 76’                                                                 |
| 9-9-2018                                                            | Giuba                                                               | Sudan del Sud                                                       | 0 – 3                                                               | Mali                                                                | Qual. Coppa d'Africa 2019                                           | 1                                                                   | 77’                                                                 |
| 12-10-2018                                                          | Bamako                                                              | Mali                                                                | 0 – 0                                                               | Burundi                                                             | Qual. Coppa d'Africa 2019                                           | -                                                                   | 59’                                                                 |
| 16-10-2018                                                          | Bujumbura                                                           | Burundi                                                             | 1 – 1                                                               | Mali                                                                | Qual. Coppa d'Africa 2019                                           | -                                                                   |                                                                     |
| 17-11-2018                                                          | Libreville                                                          | Gabon                                                               | 0 – 1                                                               | Mali                                                                | Qual. Coppa d'Africa 2019                                           | -                                                                   | 67’                                                                 |
| 23-3-2019                                                           | Bamako                                                              | Mali                                                                | 3 – 0                                                               | Sudan del Sud                                                       | Qual. Coppa d'Africa 2019                                           | 1                                                                   | 65’                                                                 |
| 26-3-2019                                                           | Dakar                                                               | Senegal                                                             | 2 – 1                                                               | Mali                                                                | Amichevole                                                          | -                                                                   | 38’ 45’                                                             |
| 14-6-2019                                                           | Yaoundé                                                             | Camerun                                                             | 1 – 1                                                               | Mali                                                                | Amichevole                                                          | -                                                                   | 63’                                                                 |
| 16-6-2019                                                           | Doha                                                                | Algeria                                                             | 3 – 2                                                               | Mali                                                                | Amichevole                                                          | -                                                                   | 69’                                                                 |
| 24-6-2019                                                           | Suez                                                                | Mali                                                                | 4 – 1                                                               | Mauritania                                                          | Coppa d'Africa 2019 - 1º turno                                      | 1                                                                   | 61’                                                                 |
| 28-6-2019                                                           | Suez                                                                | Tunisia                                                             | 1 – 1                                                               | Mali                                                                | Coppa d'Africa 2019 - 1º turno                                      | -                                                                   | 80’                                                                 |
| 2-7-2019                                                            | Ismailia                                                            | Angola                                                              | 0 – 1                                                               | Mali                                                                | Coppa d'Africa 2019 - 1º turno                                      | -                                                                   | 81’                                                                 |
| 8-7-2019                                                            | Suez                                                                | Mali                                                                | 0 – 1                                                               | Costa d'Avorio                                                      | Coppa d'Africa 2019 - Ottavi di finale                              | -                                                                   | 53’                                                                 |
| 5-9-2019                                                            | Riad                                                                | Arabia Saudita                                                      | 1 – 1                                                               | Mali                                                                | Amichevole                                                          | 1                                                                   |                                                                     |
| 13-10-2019                                                          | Port Elizabeth                                                      | Sudafrica                                                           | 2 – 1                                                               | Mali                                                                | Amichevole                                                          | -                                                                   |                                                                     |
| 14-11-2019                                                          | Bamako                                                              | Mali                                                                | 2 – 2                                                               | Guinea                                                              | Qual. Coppa d'Africa 2021                                           | 1                                                                   | 83’                                                                 |
| 17-11-2019                                                          | N'Djamena                                                           | Ciad                                                                | 0 – 2                                                               | Mali                                                                | Qual. Coppa d'Africa 2021                                           | -                                                                   | 67’                                                                 |
| 9-10-2020                                                           | Antalya                                                             | Mali                                                                | 3 – 0                                                               | Ghana                                                               | Amichevole                                                          | -                                                                   | 74’                                                                 |
| 13-11-2020                                                          | Bamako                                                              | Mali                                                                | 1 – 0                                                               | Namibia                                                             | Qual. Coppa d'Africa 2021                                           | -                                                                   | 71’                                                                 |
| 24-3-2021                                                           | Conakry                                                             | Guinea                                                              | 1 – 0                                                               | Mali                                                                | Qual. Coppa d'Africa 2021                                           | -                                                                   | 28’                                                                 |
| 6-6-2021                                                            | Blida                                                               | Algeria                                                             | 1 – 0                                                               | Mali                                                                | Amichevole                                                          | -                                                                   | 80’                                                                 |
| 11-6-2021                                                           | Tunisi                                                              | RD del Congo                                                        | 1 – 1                                                               | Mali                                                                | Amichevole                                                          | -                                                                   | 71’                                                                 |
| 15-6-2021                                                           | Tunisi                                                              | Tunisia                                                             | 1 – 0                                                               | Mali                                                                | Amichevole                                                          | -                                                                   | 45’                                                                 |
| 1-9-2021                                                            | Agadir                                                              | Mali                                                                | 1 – 0                                                               | Ruanda                                                              | Qual. Mondiali 2022                                                 | 1                                                                   |                                                                     |
| 5-9-2021                                                            | Kampala                                                             | Uganda                                                              | 0 – 0                                                               | Mali                                                                | Qual. Mondiali 2022                                                 | -                                                                   |                                                                     |
| 7-10-2021                                                           | Agadir                                                              | Mali                                                                | 5 – 0                                                               | Kenya                                                               | Qual. Mondiali 2022                                                 | 1                                                                   |                                                                     |
| 10-10-2021                                                          | Nairobi                                                             | Kenya                                                               | 0 – 1                                                               | Mali                                                                | Qual. Mondiali 2022                                                 | -                                                                   | 86’                                                                 |
| 11-11-2021                                                          | Kigali                                                              | Ruanda                                                              | 0 – 3                                                               | Mali                                                                | Qual. Mondiali 2022                                                 | -                                                                   | 61’                                                                 |
| 14-11-2021                                                          | Agadir                                                              | Mali                                                                | 1 – 0                                                               | Uganda                                                              | Qual. Mondiali 2022                                                 | -                                                                   | 67’                                                                 |
| 12-1-2022                                                           | Limbe                                                               | Tunisia                                                             | 0 – 1                                                               | Mali                                                                | Coppa d'Africa 2021 - 1º turno                                      | -                                                                   | 59’                                                                 |
| 16-1-2022                                                           | Limbe                                                               | Gambia                                                              | 1 – 1                                                               | Mali                                                                | Coppa d'Africa 2021 - 1º turno                                      | -                                                                   | 45’                                                                 |
| 20-1-2022                                                           | Douala                                                              | Mali                                                                | 2 – 0                                                               | Mauritania                                                          | Coppa d'Africa 2021 - 1º turno                                      | -                                                                   |                                                                     |
| 26-1-2022                                                           | Bamako                                                              | Mali                                                                | 0 – 0 dts (5 - 6 dtr)                                               | Guinea Equatoriale                                                  | Coppa d'Africa 2021 - Ottavi di finale                              | -                                                                   | 70’                                                                 |
| 25-3-2022                                                           | Bamako                                                              | Mali                                                                | 0 – 1                                                               | Tunisia                                                             | Qual. Coppa d'Africa 2023                                           | -                                                                   | 45’                                                                 |
| 29-3-2022                                                           | Tunisi                                                              | Tunisia                                                             | 0 – 0                                                               | Mali                                                                | Qual. Coppa d'Africa 2023                                           | -                                                                   |                                                                     |
| 23-9-2022                                                           | Bamako                                                              | Mali                                                                | 1 – 0                                                               | Zambia                                                              | Amichevole                                                          | -                                                                   | 78’                                                                 |
| 26-9-2022                                                           | Bamako                                                              | Mali                                                                | 0 – 0                                                               | Zambia                                                              | Amichevole                                                          | -                                                                   |                                                                     |
| 24-3-2023                                                           | Bamako                                                              | Mali                                                                | 2 – 0                                                               | Gambia                                                              | Qual. Coppa d'Africa 2023                                           | 1                                                                   |                                                                     |
| 28-3-2023                                                           | Casablanca                                                          | Gambia                                                              | 1 – 0                                                               | Mali                                                                | Qual. Coppa d'Africa 2023                                           | -                                                                   | 58’                                                                 |
| 18-6-2023                                                           | Brazzaville                                                         | Rep. del Congo                                                      | 0 – 2                                                               | Mali                                                                | Qual. Coppa d'Africa 2023                                           | -                                                                   | 70’                                                                 |
| 8-9-2023                                                            | Bamako                                                              | Mali                                                                | 4 – 0                                                               | Sudan del Sud                                                       | Qual. Coppa d'Africa 2023                                           | -                                                                   | 28’                                                                 |
| 20-11-2023                                                          | Bamako                                                              | Mali                                                                | 1 – 1                                                               | Rep. Centrafricana                                                  | Qual. Mondiali 2026                                                 | -                                                                   | 62’                                                                 |
| 11-6-2024                                                           | Johannesburg                                                        | Madagascar                                                          | 0 – 0                                                               | Mali                                                                | Qual. Mondiali 2026                                                 | -                                                                   | 71’                                                                 |
| 6-9-2024                                                            | Bamako                                                              | Mali                                                                | 1 – 1                                                               | Mozambico                                                           | Qual. Coppa d'Africa 2025                                           | -                                                                   | 63’                                                                 |
| 10-9-2024                                                           | Mbombela                                                            | eSwatini                                                            | 0 – 1                                                               | Mali                                                                | Qual. Coppa d'Africa 2025                                           | -                                                                   |                                                                     |
| 11-10-2024                                                          | Bamako                                                              | Mali                                                                | 1 – 0                                                               | Guinea-Bissau                                                       | Qual. Coppa d'Africa 2025                                           | -                                                                   | 59’                                                                 |
| 15-10-2024                                                          | Bissau                                                              | Guinea-Bissau                                                       | 0 – 0                                                               | Mali                                                                | Qual. Coppa d'Africa 2025                                           | -                                                                   | 62’                                                                 |
| 15-11-2024                                                          | Maputo                                                              | Mozambico                                                           | 0 – 1                                                               | Mali                                                                | Qual. Coppa d'Africa 2025                                           | -                                                                   | 68’                                                                 |
| Totale                                                              |                                                                     | Presenze (9º posto)                                                 | 60                                                                  |                                                                     | Reti                                                                | 9                                                                   |                                                                     |

## Palmarès

### Club

#### Competizioni nazionali
- Campionato della Repubblica Democratica del Congo: 2

TP Mazembe: 2013, 2014
- Supercoppa della Repubblica Democratica del Congo: 2

TP Mazembe: 2013, 2014
- Ligue 2: 1

Metz: 2018-2019
- Campionato moldavo: 2

Sheriff Tiraspol: 2020-2021, 2021-2022
- Coppa di Moldavia: 1

Sheriff Tiraspol: 2021-2022
- Campionato ungherese: 3

Ferencvaros: 2022-2023, 2023-2024, 2024-2025

#### Competizioni internazionali
- CAF Champions League: 1

TP Mazembe: 2015
- Coppa della Confederazione CAF: 1

TP Mazembe: 2016

### Individuale
- Miglior giocatore del campionato moldavo: 1

2021-2022